# Masda Makmur
Masda Makmur is een bestuurslaag in het regentschap Rokan Hulu van de provincie Riau, Indonesië. Masda Makmur telt 934 inwoners (volkstelling 2010).